# Друга критська війна
Друга критська війна — конфлікт між критянами та мешканцями низки островів у південній частині Егейського моря, котрий відбувся у 155—153 роках до н. е.
Традиційними заняттями жителів Криту були найманство і піратство, тоді як поліси Додеканеських островів та Кіклад віддавали перевагу торгівлі. Схильність критян до грабунку робила їх природними ворогами торговців, хоча останні цілком могли користуватись послугами мешканців Криту як найманців (зокрема, умова про надання воїнів є типовою для угод, котрі укладав із критськими містами найбільший серед Додеканесів острів Родос). У самому кінці III століття до н. е. критяни, підбурювані македонським царем Філіппом V, узялись за масштабну кампанію проти торговельного судноплавства в південній Егеїді, котра стала початком Критської війни. Втім, невдалий похід Філіппа до Малої Азії у 201 р. до н. е. схилив критські поліси до примирення (при цьому комусь вдалось добитись рівноправних умов мирної угоди з родосцями, а комусь прийшлось взяти на себе асиметричні зобов'язання).
Біля 155 р. до н. е. виник ще один суттєвий конфлікт між критянами та рядом південноегейських островів, котрий отримав назву Другої критської війни. З античної історичної літератури щодо даного конфлікту збереглись лише окремі фрагменти із творів Полібія та Діодора. Вони майже не містять конкретних відомостей про хід бойових дій, проте однозначно вказують на суттєві складнощі, з якими зіткнулись родосці. Полібій зазначає, що засмучені невдачами мешканці цього острова перейшли до безглуздих рішень та заходів, зокрема, вони обрали у воєначальники особу, котру раніше самі ж відсторонили від посади. Цей родосець на ім'я Аристократ мав грізну та представницьку зовнішність, проте виявився зовсім не тим здібним вождем та полководцем, котрого очікували отримати.
Діодор же порівнює положення Родосу з ведмедем, якого цькують собаками. Хоча цей поліс мав потужний військовий флот (котрий в минулому отримав чимало перемог над найсильнішими державами елліністичного світу — Македонією та Сирійським царством), проте тепер він не зміг надати адекватної реакції на атаки численних дрібних суден критян.  
Якщо у Першій критській війні проти Родосу та його союзників виступили окремі критські поліси, то тепер спільно діяли представники всього острова — Критська ліга. Це, зокрема, може пояснити такий сильний тиск критян на своїх супротивників.
Втім, не всі військові операції мешканців Криту були вдалими або повністю вдалими. Так, в уривках із твору Діодора все-таки збереглось описання одного певного фрагменту бойових дій — рейду на Сіфнос (невеликий острів у Кікладському архіпелазі за три десятки кілометрів на захід від Паросу). Тут критяни залякуванням та обманом проникли до міста. Хоча мешканцям й обіцяли не чинити шкоди, проте насправді їх перетворили на рабів та розграбували навіть храми. Далі нападники відплили на Крит, зробивши це вночі, щоб уникнути зустрічі з великими бойовими суднами ворожої коаліції. Проте в цей час почалась сильна буря і більшість критян потонула або загинула на скелях.
Також відомий напис з Карпатоса (острів посередині між Критом та Родосом), котрий повідомляє про невдалий напад критян. Існують підстави вважати, що ця подія відноситься саме до Другої критської війни.
Обидві сторони звертались за допомогою до Ахейського союзу. Хоча представники останнього й симпатизували родосцям, проте на них справив сильне враження один з критських послів, батько якого, до того ж, на чолі 500 критян мужньо бився на боці союзу у війні з лакедемонським тираном Набісом. Тому в підсумку ахейці ухилились від надання допомоги будь-кому, мотивуваши це необхідністю отримання дозволу римлян, котрі вже майже півстоліття як стали гегемонами Середземномор'я.
Нарешті, родосці звернулись до римського Сенату. Останній відправив своє посольство на чолі з Квінтом, що, ймовірно, і призвело до завершення війни.